# Florian Kamberi
Florian Kamberi est un footballeur albanais né le 8 mars 1995 à Zurich. Il joue au poste d'attaquant au Rapperswill-Jona.

## Biographie

### En club
Il fait ses débuts professionnels avec le Grasshopper Zurich. 
Le 31 août 2016, il est prêté au club allemand du Karlsruher SC.
En janvier 2018, il s'engage avec le club écossais d'Hibernian FC sous forme de prêt, avant de signer pour trois ans en juin.
Il inscrit avec Hibernian huit buts en première division écossaise lors de la saison 2018-2019.
Le 31 janvier 2020, il est prêté en faveur du Rangers FC.
Avec les Rangers, il dispute les seizièmes puis huitièmes de finale de la Ligue Europa en 2020.
Le 6 août 2020, il signe pour trois saisons avec le FC Saint-Gall.
Le 1er février 2021, il est prêté aux Aberdeen.
Le 30 juillet 2021, il est prêté à Sheffield Wednesday.
Le 5 janvier 2023, il rejoint Huddersfield Town.

### En sélection
Avec les espoirs suisses, il participe aux éliminatoires du championnat d'Europe espoirs 2017. A cette occasion, il inscrit un but contre l'Angleterre en mars 2016.